# William Coito Olivera
William Fernando „Willy” Coito Olivera (ur. 20 stycznia 1966 w Montevideo) – urugwajski piłkarz, trener piłkarski, od 2025 roku prowadzi reprezentację Gwatemali U-17.
Jego kuzyn drugiego stopnia Fabián Coito również jest trenerem piłkarskim.